# Athena Saves Christmas
Athena Saves Christmas är en kanadensisk äventyrs- och komedifilm med jultema som har en planerad premiär under 2025. Filmen är regisserad av Josh Webber, efter ett manus skrivet av Webber, Greg Crowder och Tony Mercedes.

## Handling
Filmen kretsar kring Samuel som tillsammans med sina vänner och sin trofasta hund Athena behöver lösa gåtor för att rädda julen.

## Rollista (i urval)
- Cuba Gooding Jr.
- Tony Mercedes
- The Wicker Twinz
- Paxton Kubitz – Samuel
- Kylie Marshall
- Robert Miano
- Richard Portnow
- Mars Callahan
- Glenn Plummer
- Joseph Baena